# Odontomyia pulcherrima
Odontomyia pulcherrima är en tvåvingeart som beskrevs av Enrico Adelelmo Brunetti 1920. Odontomyia pulcherrima ingår i släktet Odontomyia och familjen vapenflugor. Inga underarter finns listade i Catalogue of Life.